# 博姆 (吉伦特省)
博姆（法語：Bommes，法語發音：[bɔm]）是法国新阿基坦大區吉倫特省的一个市镇，属于朗贡区。

## 地理
博姆（44°32'47"N, 0°21'23"W）面积5.8 平方千米，位于法国新阿基坦大区吉倫特省，该省份为法国西南部沿海省份，是法國本土面积最大的省，北起滨海夏朗德省，西临大西洋，南至朗德省，东南接洛特-加龍省，东临多爾多涅省。
与博姆接壤的市镇（或旧市镇、城区）包括：普雷尼亚克、比多斯、锡龙河畔皮若勒、索泰尔讷。

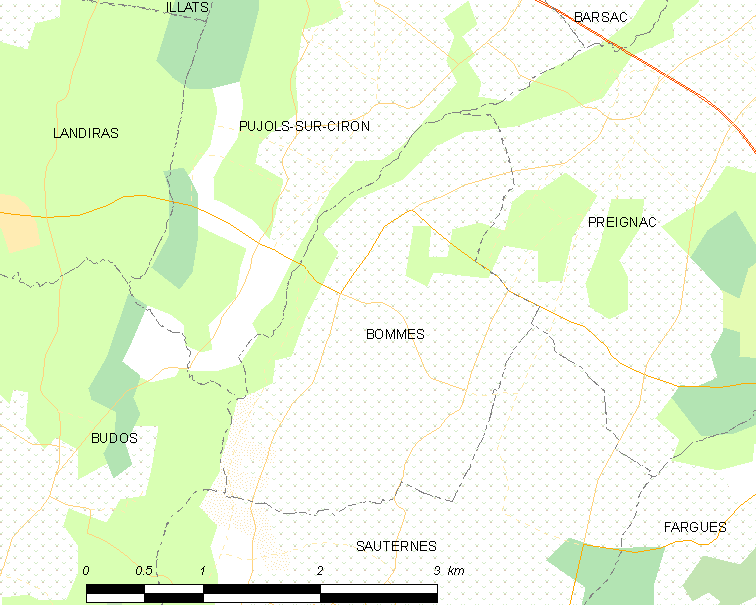
的OSM定位图

博姆的时区为UTC+01:00、UTC+02:00（夏令时）。

## 行政
博姆的邮政编码为33210，INSEE市镇编码为33060。

## 政治
博姆所属的省级选区为南吉伦特县。

## 人口

1962-2008年间人口变化图示

博姆于2022年1月1日时的人口数量为450人。